# Shaun Kirkham
Shaun Kirkham (født 24. juli 1992 i Hamilton, New Zealand) er en newzealandsk roer og olympisk guldvinder.
Kirkham var med i den newzelandske otter, der vandt guld ved OL 2020 i Tokyo. Resten af bådens mandskab blev udgjort af Hamish Bond, Tom Mackintosh, Tom Murray, Michael Brake, Dan Williamson, Phillip Wilson, Matt Macdonald og styrmand Sam Bosworth. Newzealænderne sikrede sig guldet efter en finale, hvor de kom i mål 0,96 sekunder før sølvvinderne fra Tyskland og 1,09 sekunder foran Storbritannien, der vandt bronze.

## OL-medaljer
- 2020:  Guld i otter